# Gien (mnich)
Gien (zm. 1314; 義演) – japoński mistrz zen szkoły sōtō, czwarty (trzeci) opat Eihei-ji.

## Życiorys
Niewiele wiadomo o tym mistrzu zen. Gien rozpoczął praktykę w szkole Darumy. Zapewne w 1241 roku wraz z wieloma uczniami i prowadzącym ich spadkobiercą Kakuana Ekanem, dołączył do Dōgena.
W Eihei-ji służył jako służący Dōgena (jap. jisha) oraz jako monastyczny skryba (jap. shoki). Później asystował Kounowi Ejō w pracach redakcyjnych i kopiowaniu pism Dōgena.
Pod koniec lat 80. XIII wieku został obrany opatem klasztoru Eihei. Stało się to w wyniku konfliktu znanego jako "dysputa nad następstwem w trzecim pokoleniu" (jap. sandai sōron). Dotyczyło to Tettsū Gikaia, który napotkał po objęciu funkcji opata ostry sprzeciw spowodowany wprowadzeniem przez niego elementów rytuałów szkoły shingon do liturgii zen i zbytnim odejściem od prostoty i skromności, które były charakterystyczne dla stylu Dōgena. Co więcej, wymazano siedmioletni okres piastowania stanowiska opata przez Gikaia, dlatego Giun jest uważany za trzeciego.
Znane są tylko trzy daty związane z jego funkcją opata Eihei-ji. Opatem został tuż przed 1287 rokiem, bowiem zachował się list z tego roku napisany przez Hatano Tokimitsu, który tytułuje go opatem. W 1292 roku Gien wprowadził Keizana Jōkina w ceremonie ordynacyjne wskazań. Prowadzenie przez niego klasztoru musiało się zakończyć przed 1314 rokiem, bowiem w tym roku został zastąpiony przez Giuna.
Historycy okresu Edo uważali, że w 1297 roku ogień strawił część klasztoru, a wysiłki odbudowania zniszczonych budynków nie powiodły się, głównie z powodu patrona klasztoru Hatano, który wycofał swoje wsparcie. Wkrótce wielu mnichów opuściło klasztor, a w kilka lat później sam Gien opuścił klasztor i zamieszkał w pobliskiej pustelni. Tymczasem współczesne badania wykazały, że okres piastowania stanowiska opata przez Giena wcale nie był okresem upadku klasztoru. Nie uległ on także pożarowi, a rodzina Hatano regularnie dotowała klasztor. Również Gien nie udał się do pustelni, gdyż Hatanowie czekali z dotacją do roku 1314, kiedy to Gien prawdopodobnie zmarł. Potem zaczęli inwestować w nowego opata. Wsparcie klasztoru trwało do 1437 roku, kiedy to rodzina Hatano została zmieciona przez siły Asakury Takakagi (1428–1481).

## Linia przekazu Dharmy zen
Pierwsza liczba oznacza liczbę pokoleń od Pierwszego Patriarchy chan w Indiach Mahakaśjapy.
Druga liczba oznacza liczbę pokoleń od Pierwszego Patriarchy chan w Chinach Bodhidharmy.
Trzecia liczba oznacza początek nowej linii przekazu w innym kraju.
- 51/24. Tiantong Rujing (1163–1228)

- 52/25/1. Eihei Dōgen Kigen (1200–1253) Japonia. Szkoła sōtō

- 53/26/2. Sōkai
- 53/26/2. Senne (Yōkō-an)

- 54/27/3. Kyōgō (Yōkō-an)

- 53/26/2. Shinchi Kakushin (1207–1280)
- 53/26/2. Kangan Giin (1217–1300) (Daiji-ji)

- 54/27/3. Shidō Shōyū (zm. 1301 (Daiji-ji)
- 54/27/3. Tetsuzan Shian (Daiji-ji)

- 55/28/4. Gishō

- 56/29/5. Hohan

- 57/30/6. Gyokukan

- 58/31/7. Senten

- 55/28/4. Daiko

- 56/29/5. Gikai

- 57/30/6. Meishitsu

- 55/28/4. Ten’an

- 56/29/5. Chōkei

- 57/30/6. Ryōshitsu

- 55/28/4. Shiryō

- 56/29/5. Mutō

- 54/27/3. Ninnō Jōki

- 55/28/4. Gen’e

- 56/29/5. Zuiseki
- 56/29/5. Sansen

- 55/28/4. Saijū
- 55/28/4. Giyū

- 56/29/5. Baiin

- 55/28/4. Mōan
- 55/28/4. Kozen
- 55/28/4. Tekiden
- 55/28/4. Etsuō

- 54/27/3. Gukoku

- 55/28/4. Musetsu

- 56/29/5. Meian

- 53/26/2. Eihei Koun Ejō (1198–1280) (Eihei-ji)

- 54/27/3. Gien (zm. 1314) (Eihei-ji)
- 54/27/3. Jakuen (chin. Jiyuan) (1207–8.10.1299) (Hōkyō-ji)

- 55/28/4. Giun (Hōkyō-ji, Eihei-ji)

- 56/29/5. Donki (Hōkyō-ji, Eihei-ji)

- 54/27/3. Daijo Tettsū Gikai (1219–1309) (Daijō-ji, Eihei-ji)

- 55/28/4. Eiko Keizan Jōkin (1267–1325) (Daijō-ji)

- 56/29/5. Mugai Chikō (zm. 1351)
- 56/29/5. Koan Shikan (zm. 1341)

- 57/30/6. Zuiō

- 56/29/5. Gasan Jōseki (1276–1366)

- 57/30/6. Mugai Enshō (1311–1381)
- 57/30/6. Tsūgen Jakurei (1322–1391)
- 57/30/6. Musai Jinshō (zm. 1381)
- 57/30/6. Gennō Shinshō (1329–1400)
- 57/30/6. Taigen Shōshin (zm. ok. 1371)
- 57/30/6. Gessen Ryōin (1319–1400)
- 57/30/6. Mutan Sokan (zm. 1387)
- 57/30/6. Jikugen Chōsai (bd)
- 57/30/6. Dōsō Dōai (zm. 1379)
- 57/30/6. Chikudō Ryōgen (bd)
- 57/30/6. Jippō Ryōshū (zm. 1405)
- 57/30/6. Mutei Ryōshō (1313–1361)
- 57/30/6. Mutō Esū (bd)
- 57/30/6. Daitetsu Sōrei (1333–1408)

- 56/29/5. Meihō Sotetsu (1277–1350)
- 56/29/5. Kohō Kakumyō (1271–1361)
- 56/29/5. Genka Tekkyō (zm. 1321)

- 57/30.6. Genshō Chinzan (bd)

- 56/29/5. Ekyū (bd) pierwsza znana mniszka, która otrzymała przekaz Dharmy szkoły sōtō